# Ingrid Schilk
Ingrid Schilk (* 18. November 1959 in Flensburg, geborene Ingrid Fietz) ist eine ehemalige deutsche Handballspielerin, die während ihrer Laufbahn für die deutsche Nationalmannschaft auflief.

## Karriere
Ingrid Schilk spielte insgesamt 18 Jahre für den TSV Jarplund-Weding. Sie trug dazu bei, dass die Damenmannschaft in sechs Jahren von der Kreisliga in die Bundesliga aufstieg. Während ihrer Zeit in der Bundesliga wurde Schilk in die deutsche Nationalmannschaft berufen, für die sie insgesamt sieben Länderspiele absolvierte.
Ingrid Schilk übernahm im Sommer 1989 das Traineramt des Oberligisten VfL Oldesloe, jedoch musste sie im Saisonverlauf immer wieder als Spielerin aushelfen. Ab der darauffolgenden Spielzeit, in der der VfL in der Regionalliga antrat, übte sie nicht mehr die Trainertätigkeit aus und war nur noch als Spielerin aktiv. Nachdem der VfL am Saisonende den Aufstieg in die 2. Bundesliga feierte, wechselte sie in die 2. Mannschaft des VfL Oldesloe. Eine Saison später kehrte sie nochmals in den Zweitliga-Kader der ersten Mannschaft zurück.

## Privates
Ihre Tochter Nina Schilk spielte ebenfalls Handball. Ihr Ehemann Claus Schilk trainierte den VfL Oldesloe. Inzwischen ist sie Lehrerin an einer Gemeinschaftsschule im Kreis Nordfriesland (Schleswig-Holstein).